# Segunda División Femenina de España 2021-22
La Segunda División Femenina de España 2021-22 (Reto Iberdrola por patrocinio) fue la 21.ª edición de la Segunda División Femenina de España de fútbol. El torneo está organizado por la Real Federación Española de Fútbol, comenzó el 4 de septiembre de 2021 y finalizará el 29 de mayo de 2022.

## Sistema de competición
Como en temporadas precedentes, consta de 32 equipos participantes, divididos en dos grupos integrados por 16 clubes separados de acuerdo con su proximidad geográfica. Siguiendo un sistema de liga, en cada grupo los 16 equipos se enfrentan todos contra todos en dos ocasiones —una en campo propio y otra en campo contrario— sumando un total de 30 jornadas en cada grupo. El orden de los encuentros se decide por sorteo antes de empezar la competición.
La clasificación final se establece con arreglo a los puntos obtenidos en cada enfrentamiento a razón de tres por partido ganado, uno por empatado y ninguno en caso de derrota. Si al finalizar el campeonato dos equipos igualasen a puntos, los mecanismos para desempatar la clasificación son los siguientes:
1. El que tenga una mayor diferencia entre goles a favor y en contra en los enfrentamientos entre ambos.
2. Si persiste el empate, se tendrá en cuenta la diferencia de goles a favor y en contra en todos los encuentros del campeonato.

Si el empate a puntos se produce entre tres o más clubes, los sucesivos mecanismos de desempate son los siguientes:
1. La mejor puntuación de la que a cada uno corresponda a tenor de los resultados de los partidos jugados entre sí por los clubes implicados.
2. La mayor diferencia de goles a favor y en contra, considerando únicamente los partidos jugados entre sí por los clubes implicados.
3. La mayor diferencia de goles a favor y en contra teniendo en cuenta todos los encuentros del campeonato.
4. El mayor número de goles a favor teniendo en cuenta todos los encuentros del campeonato.

### Efectos de la clasificación
Debido a una reestructuración de la RFEF para la profesionalización de las categorías nacionales femeninas partir de la temporada 2022-2023, existirán diversos efectos en las clasificaciones de los equipos durante esta edición del campeonato producto de la futura creación de la Segunda División RFEF y Tercera División RFEF.
Los equipos que más puntos sumen en cada grupo al final del campeonato serán proclamados campeones de la Liga de Segunda División y obtendrán automáticamente el ascenso a Primera División de España (Primera División RFEF) para la próxima temporada. Mientras que un total de 8 equipos, clasificados en los puestos 2 al 5 de cada uno de los dos grupos Norte y Sur, permanecerán en la Segunda División RFEF para la temporada 2022-23.
Los clasificados en los puestos 6 al 11 de cada uno de los dos grupos, Norte y Sur, disputarán la Fase de Permanencia con eliminatoria a partido único, en la sede del equipo mejor clasificado, para determinar las seis permanencias en la Segunda División RFEF para la temporada 2022-23 completando 14 permanencias. Esta eliminatoria se organizará en seis partidos a partido único que enfrentarán al equipo clasificado en sexto lugar de un grupo contra el clasificado en undécimo lugar del otro grupo, el séptimo contra el décimo, y el octavo contra el noveno.
Por otra parte, los clasificados en los puestos 12 al 14 de cada grupo accederán a la Tercera División RFEF para la temporada 2022-23, los 6 equipos clasificados junto a los seis equipos perdedores de los encuentros correspondientes a la Fase de Permanencia. Finalmente, los 2 últimos equipos clasificados de cada grupo de la Segunda División, descenderá de forma directa a la Primera División Nacional (cuarta categoría nacional, detrás de Primera, Segunda y Tercera RFEF) para la temporada 2022-23, reemplazando a los ascendidos de aquella división (20 equipos, 2 mejores clasificados de los 7 grupos, más los 6 mejores terceros) que pasarán a la Tercera División RFEF para la temporada 2022-23.

## Equipos participantes
Luego de que la temporada anterior el campeonato sufrió una reestructuración debido al COVID-19, en esta campaña se retorna al formato tradicional con 32 equipos distribuidos en dos grupos por zona (norte y sur) conformados según la cercanía geográfica entre los equipos. Estos equipos son:

### Ascensos y descensos 2020-21
Un total de 32 equipos disputan la Liga Iberdrola, incluyendo 24 equipos de la temporada anterior, 4 ascendidos de Primera Nacional y 4 descendidos de Primera División.
| Grupo. | Ascendidos a 1.ª División |
| ------ | ------------------------- |
| Norte  | Deportivo Alavés          |
| Sur    | Villarreal C. F.          |

| Pos. | Descendidos de 1.ª División |
| ---- | --------------------------- |
| 15.º | Deportivo Abanca            |
| 16.º | R. C. D. Espanyol           |
| 17.º | E. F. Logroño               |
| 18.º | Santa Teresa C. D.          |

| Ascendidos 'Playoffs' 1.ª Nacional |
| ---------------------------------- |
| Elche C. F.                        |
| Real Betis "B"                     |
| Levante Las Planas                 |
| C. D. Pradejón                     |

### Grupo Norte
| Equipo                  | Ciudad            |
| ----------------------- | ----------------- |
| Athletic Club "B"       | Bilbao            |
| Atlético de Madrid "B"  | Alcalá de Henares |
| C. A. Osasuna           | Pamplona          |
| C. D. E. Racing Féminas | Cantabria         |
| C. D. Parquesol         | Valladolid        |
| C. D. Pradejón          | Pradejón          |
| C. E.Seagull            | Badalona          |
| DUX Logroño             | Logroño           |
| F. C. Barcelona "B"     | Barcelona         |
| Levante Las Planas      | Sant Joan Despí   |
| R. C. D. Espanyol       | Barcelona         |
| Deportivo Abanca        | La Coruña         |
| Real Oviedo             | Oviedo            |
| Real Sporting de Gijón  | Gijón             |
| S. E. AEM               | Lérida            |
| Zaragoza C. F. F.       | Zaragoza          |

| Pos. | Descendidos a Primera Nacional |
| ---- | ------------------------------ |
| 6.º  | R. C. D. Espanyol "B"          |
| 7.º  | C. F. Pozuelo de Alarcón       |
| 8.º  | U. D. Collerense               |
| 9.º  | Peluquería Mixta Friol         |

### Grupo Sur
| Equipo                  | Ciudad                     |
| ----------------------- | -------------------------- |
| Alhama C. F.            | Alhama de Murcia           |
| C. D. Femarguín         | Mogán                      |
| C. D. Juan Grande       | San Bartolomé de Tirajana  |
| C. D. Pozoalbense       | Pozoblanco                 |
| C. D. Castellón         | Castellón de la Plana      |
| C. P. Cacereño          | Cáceres                    |
| Córdoba C. F.           | Córdoba                    |
| Elche C. F.             | Elche                      |
| Granada C. F.           | Granada                    |
| Fundación Albacete      | Albacete                   |
| F. F. La Solana         | La Solana                  |
| Madrid C. F. F. "B"     | San Sebastián de los Reyes |
| Real Betis "B"          | Sevilla                    |
| R. U. Tenerife Tacuense | Santa Cruz de Tenerife     |
| Santa Teresa C. D.      | Badajoz                    |
| U. D. G. Tenerife "B"   | Granadilla de Abona        |

| Pos. | Descendidos a Primera Nacional |
| ---- | ------------------------------ |
| 6.º  | Levante U. D. "B"              |
| 7.º  | U. D. Aldaia C. F.             |
| 8.º  | Málaga C. F.                   |
| 9.º  | Valencia C. F. "B"             |

## Grupo Norte

### Clasificación
| | Equipo                   | Puntos | J  | G  | E | P  | GF | GC | DG  |
| --- | ------------------------ | ------ | -- | -- | - | -- | -- | -- | --- |
| 1 | F. C. Levante Las Planas | 62     | 30 | 19 | 5 | 6  | 64 | 37 | 27  |
| 2 | R. C. D. Espanyol        | 58     | 30 | 17 | 7 | 6  | 50 | 34 | 16  |
| 3 | C. A. Osasuna            | 57     | 30 | 17 | 6 | 7  | 56 | 33 | 23  |
| 4 | Dux Logroño              | 53     | 30 | 15 | 8 | 7  | 48 | 33 | 15  |
| 5 | F. C. Barcelona B        | 51     | 30 | 16 | 3 | 11 | 52 | 32 | 20  |
| 6 | Deportivo Abanca         | 51     | 30 | 15 | 6 | 9  | 49 | 29 | 20  |
| 7 | S. E. AEM                | 50     | 30 | 15 | 5 | 10 | 46 | 39 | 7   |
| 8 | Real Oviedo              | 46     | 30 | 14 | 4 | 12 | 38 | 36 | 2   |
| 9 | Zaragoza C. F. F.        | 43     | 30 | 13 | 4 | 13 | 45 | 45 | 0   |
| 10 | Athletic Club B          | 39     | 30 | 11 | 6 | 13 | 44 | 41 | 3   |
| 11 | C. D. Parquesol          | 38     | 30 | 11 | 5 | 14 | 41 | 51 | -10 |
| 12 | C. D. E. Racing Féminas  | 38     | 30 | 10 | 8 | 12 | 37 | 43 | -6  |
| 13 | C. D. Pradejón           | 30     | 30 | 8  | 6 | 16 | 32 | 53 | -21 |
| 14 | Atlético de Madrid B     | 30     | 30 | 9  | 3 | 18 | 34 | 60 | -26 |
| 15 | Sporting de Gijón        | 23     | 30 | 6  | 5 | 19 | 33 | 53 | -20 |
| 16 | C. E. Seagull            | 9      | 30 | 2  | 3 | 25 | 23 | 73 | -50 |
| Fuente: Federación Española de Fútbol: Clasificación de la Segunda División Femenina de Fútbol – Grupo Norte Archivado el 16 de agosto de 2021 en Wayback Machine.; actualización automática |                          |        |    |    |   |    |    |    |     |

### Tabla de resultados cruzados
| Local \ Visitante       | LEV | ESP | FOS | DUX | BAR | DAB | AEM | ROV | ZAR | ATH | PAR | RAC | PRA | AMA | SPO | SEA |
| ----------------------- | --- | --- | --- | --- | --- | --- | --- | --- | --- | --- | --- | --- | --- | --- | --- | --- |
| Levante Las Planas      | —   | 3–0 | 3–1 | 2–2 | 0–2 | 0–3 | 4–2 | 4–1 | 1–0 | 2–1 | 4–4 | 4–1 | 1–2 | 2–1 | 4–1 | 4–0 |
| R. C. D. Espanyol       | 2–4 | —   | 2–2 | 0–1 | 1–0 | 2–0 | 0–0 | 1–2 | 1–0 | 3–1 | 2–0 | 0–0 | 1–0 | 3–1 | 2–1 | 3–2 |
| C. A. Osasuna           | 2–0 | 2–0 | —   | 2–0 | 0–1 | 2–2 | 3–3 | 2–0 | 3–0 | 1–0 | 1–4 | 3–0 | 4–1 | 4–1 | 3–0 | 2–0 |
| DUX Logroño             | 0–1 | 1–1 | 1–1 | —   | 3–1 | 1–0 | 2–1 | 1–2 | 2–1 | 2–1 | 1–1 | 3–2 | 1–1 | 4–3 | 3–2 | 2–1 |
| F. C. Barcelona "B"     | 1–3 | 1–1 | 5–2 | 0–1 | —   | 2–1 | 3–2 | 1–0 | 1–0 | 3–1 | 1–1 | 2–1 | 3–1 | 4–0 | 3–0 | 3–0 |
| Deportivo Abanca        | 3–0 | 1–2 | 0–1 | 0–0 | 2–1 | —   | 2–0 | 2–0 | 3–0 | 2–1 | 3–0 | 0–2 | 3–1 | 2–2 | 1–0 | 1–1 |
| S. E. AEM               | 0–2 | 3–2 | 1–3 | 2–1 | 0–3 | 0–0 | —   | 1–1 | 2–0 | 2–1 | 2–0 | 2–2 | 4–1 | 2–0 | 1–0 | 3–0 |
| Real Oviedo             | 4–1 | 1–1 | 1–0 | 1–0 | 2–1 | 2–3 | 0–1 | —   | 0–1 | 1–0 | 3–0 | 1–1 | 3–2 | 0–1 | 2–0 | 2–1 |
| Zaragoza C. F. F.       | 1–1 | 2–3 | 2–2 | 2–1 | 2–1 | 2–2 | 1–0 | 1–0 | —   | 2–2 | 1–2 | 1–3 | 2–0 | 0–2 | 4–1 | 4–3 |
| Athletic Club "B"       | 1–1 | 1–2 | 1–1 | 1–1 | 2–1 | 1–0 | 3–2 | 1–0 | 4–1 | —   | 2–0 | 1–0 | 3–0 | 4–0 | 1–1 | 3–0 |
| C. D. Parquesol         | 0–5 | 2–3 | 1–0 | 0–3 | 0–2 | 1–0 | 2–0 | 1–2 | 0–1 | 4–2 | —   | 1–0 | 0–1 | 5–2 | 1–1 | 4–1 |
| C. D. E. Racing Féminas | 1–3 | 0–2 | 2–1 | 1–0 | 2–1 | 0–4 | 1–2 | 1–1 | 1–0 | 3–0 | 2–3 | —   | 1–1 | 2–1 | 1–2 | 1–1 |
| C. D. Pradejón          | 0–1 | 1–1 | 1–2 | 0–3 | 1–0 | 0–2 | 0–2 | 4–2 | 0–3 | 3–3 | 1–3 | 0–0 | —   | 3–0 | 0–3 | 3–0 |
| Atlético de Madrid "B"  | 0–1 | 0–3 | 0–1 | 2–2 | 2–1 | 2–3 | 1–2 | 1–0 | 1–3 | 2–1 | 1–1 | 2–4 | 0–1 | —   | 2–1 | 1–0 |
| Sporting de Gijón       | 0–0 | 2–3 | 1–2 | 0–1 | 1–1 | 3–2 | 0–2 | 0–1 | 2–4 | 1–0 | 2–0 | 0–1 | 2–2 | 1–2 | —   | 1–2 |
| C. E. Seagull           | 1–3 | 0–3 | 0–3 | 1–5 | 0–3 | 0–2 | 1–2 | 2–3 | 1–4 | 0–1 | 2–0 | 1–1 | 0–1 | 0–1 | 2–4 | —   |

## Grupo Sur

### Clasificación
| | Equipo                          | Puntos | J  | G  | E  | P  | GF | GC | DG  |
| --- | ------------------------------- | ------ | -- | -- | -- | -- | -- | -- | --- |
| 1 | Alhama CF                       | 62     | 30 | 18 | 8  | 4  | 65 | 33 | 32  |
| 2 | Cacereño Femenino               | 53     | 30 | 15 | 8  | 7  | 53 | 39 | 14  |
| 3 | Granada CF                      | 53     | 30 | 16 | 5  | 9  | 46 | 31 | 15  |
| 4 | CD Juan Grande Ginelux          | 51     | 30 | 14 | 9  | 7  | 41 | 32 | 9   |
| 5 | UD Granadilla Tenerife B        | 47     | 30 | 14 | 5  | 11 | 36 | 33 | 3   |
| 6 | CD Alba FF                      | 47     | 30 | 14 | 5  | 11 | 62 | 51 | 11  |
| 7 | Madrid CF Femenino B            | 46     | 30 | 13 | 7  | 10 | 54 | 46 | 8   |
| 8 | Córdoba CF                      | 45     | 30 | 13 | 6  | 11 | 42 | 34 | 8   |
| 9 | Santa Teresa C. D.              | 44     | 30 | 10 | 14 | 6  | 38 | 30 | 8   |
| 10 | CD Femarguín                    | 37     | 30 | 10 | 7  | 13 | 48 | 49 | -1  |
| 11 | Real Unión de Tenerife Tacuense | 36     | 30 | 8  | 12 | 10 | 35 | 41 | -6  |
| 12 | CD Pozoalbense Femenino         | 33     | 30 | 8  | 9  | 13 | 40 | 57 | -17 |
| 13 | FF La Solana                    | 28     | 30 | 7  | 7  | 16 | 32 | 37 | -5  |
| 14 | Real Betis B                    | 28     | 30 | 8  | 4  | 18 | 33 | 55 | -22 |
| 15 | Elche CF                        | 28     | 30 | 7  | 7  | 16 | 37 | 54 | -17 |
| 16 | CD Castellón                    | 23     | 30 | 6  | 5  | 19 | 26 | 66 | -40 |
| Fuente: Federación Española de Fútbol: Clasificación de la Segunda División Femenina de Fútbol – Grupo Sur Archivado el 8 de agosto de 2021 en Wayback Machine.; actualización automática |                                 |        |    |    |    |    |    |    |     |

### Tabla de resultados cruzados
| Local \ Visitante               | ALH | CAC | GRA | GIN | GRA | ALB | MAD | COR | SAN | SPA | RUN | POZ | SOL | ELC | RBE | CAS |
| ------------------------------- | --- | --- | --- | --- | --- | --- | --- | --- | --- | --- | --- | --- | --- | --- | --- | --- |
| Alhama C. F.                    | —   | 5–1 | 4–0 | 2–2 | 4–0 | 4–0 | 3–0 | 2–0 | 2–2 | 2–1 | 3–0 | 5–0 | 2–1 | 3–0 | 2–2 | 2–0 |
| C. P. Cacereño                  | 2–4 | —   | 2–0 | 2–0 | 2–0 | 2–1 | 1–0 | 2–0 | 3–2 | 2–2 | 2–0 | 4–1 | 0–0 | 2–0 | 2–1 | 3–1 |
| Granada C. F.                   | 1–1 | 1–0 | —   | 2–0 |     | 3–2 | 4–1 | 0–1 | 1–1 | 2–0 | 2–0 | 2–0 | 2–0 | 5–2 | 4–0 | 1–1 |
| GINELUX C. D. Juan Grande       | 3–1 | 1–0 | 2–0 | —   | 2–0 | 2–0 | 1–1 | 1–0 | 1–2 | 2–1 | 2–2 | 0–0 | 1–0 | 2–0 | 2–0 | 4–2 |
| Granada C. F.                   | 1–1 | 1–0 |     | 2–0 | —   | 3–2 | 4–1 | 0–1 | 1–1 | 2–0 | 2–0 | 2–0 | 2–0 | 5–2 | 4–0 | 1–1 |
| C. D. Alba F. F.                | 4–2 | 2–2 | 3–2 | 3–1 | 3–2 | —   | 2–1 | 2–3 | 1–3 | 5–1 | 1–1 | 2–0 | 1–0 | 2–2 | 4–2 | 5–1 |
| Madrid C. F. F. "B"             | 3–0 | 3–0 | 1–2 | 1–0 | 1–2 | 3–2 | —   | 3–1 | 1–2 | 3–2 | 1–1 | 3–2 | 1–1 | 2–1 | 2–1 | 4–0 |
| Córdoba C. F.                   | 1–1 | 0–0 | 1–2 | 2–3 | 1–2 | 1–0 | 0–1 | —   | 2–1 | 2–0 | 5–1 | 2–0 | 3–2 | 2–1 | 4–1 | 2–0 |
| Santa Teresa C. D.              | 3–1 | 2–2 | 1–1 | 1–1 | 1–1 | 0–0 | 2–2 | 2–1 | —   | 1–1 | 0–0 | 1–3 | 1–0 | 1–1 | 0–0 | 1–0 |
| C. D. Femarguín SPAR G. C.      | 3–4 | 1–2 | 3–1 | 0–1 | 3–1 | 2–3 | 4–1 | 1–1 | 0–0 | —   | 1–2 | 3–3 | 2–1 | 3–1 | 4–3 | 1–1 |
| Real Unión de Tenerife Tacuense | 1–2 | 0–2 | 1–0 | 2–3 | 1–0 | 2–2 | 0–4 | 2–2 | 1–1 | 0–0 | —   | 4–0 | 1–0 | 2–0 | 1–0 | 5–1 |
| C. D. Pozoalbense               | 0–0 | 1–1 | 0–2 | 0–0 | 0–2 | 1–3 | 5–5 | 1–0 | 1–0 | 3–2 | 1–2 | —   | 1–1 | 0–2 | 2–1 | 2–1 |
| F. F. La Solana                 | 1–1 | 5–4 | 1–2 | 0–1 | 1–2 | 2–0 | 2–0 | 1–1 | 0–0 | 0–1 | 1–1 | 1–3 | —   | 1–0 | 4–2 | 4–1 |
| Elche C. F.                     | 1–2 | 3–3 | 1–0 | 1–1 | 1–0 | 4–2 | 1–1 | 1–0 | 1–0 | 0–1 | 0–0 | 4–4 | 1–3 | —   | 2–3 | 0–1 |
| Real Betis "B"                  | 1–1 | 1–0 | 2–0 | 1–1 | 2–0 | 0–3 | 2–0 | 0–2 | 1–4 | 2–4 | 1–0 | 0–2 | 1–0 | 2–1 | —   | 3–1 |
| C. D. Castellón                 | 0–2 | 0–4 | 0–1 | 3–2 | 0–1 | 0–4 | 0–0 | 2–2 | 0–2 | 0–2 | 1–1 | 3–2 | 1–0 | 1–3 | 1–0 | —   |